# Robert Richards
Robert Richards, född den 22 september 1971 i Ballarat i Australien, är en australisk roddare.
Han tog OS-silver i lättvikts-fyra utan styrman i samband med de olympiska roddtävlingarna 2000 i Sydney.